# Entoloma lepidissimum
Entoloma lepidissimum är en svampart som tillhör divisionen basidiesvampar, och som först beskrevs av Svr?ek, och fick sitt nu gällande namn av Machiel Evert ("Chiel") Noordeloos. Entoloma lepidissimum ingår i släktet Entoloma, och familjen Entolomataceae. Arten är reproducerande i Sverige.